# Scolecura cambara
Scolecura cambara är en spindelart som beskrevs av Rodrigues 2005. Scolecura cambara ingår i släktet Scolecura och familjen täckvävarspindlar. Inga underarter finns listade i Catalogue of Life.